# خميس وجمعة (مسلسل)
خميس وجمعة مسلسل يمني توعوي بُثَّ نهاية أحداث العام 2011م، ومرحلة ما بعد تلك الأحداث في اليمن، ناقش القضايا التي طرأت على المواطن اليمني في خضم تلك الأحداث وما أنتجته بعدها بقالب كوميدي ساخر من وضع المواطن وترديه بينما سياسيو اليمن مختلفين على حكمه يتقاسمون المناصب والثروات كما يراها المسلسل.

## نظرة عامة
المسلسل كتبه توفيق عبد الله وأخرجه عبدالكريم الأشموري وخالد المرولة، أنتجته شركة النبيل والهيئة الوطنية للتوعية، عُرض على قناة العقيق.

## الممثلون
- عبد الكريم الأشموري.
- عبد الرحمن الجوبي.

شاركهما في البطولة:
- خالد البحري.
- أنيس العنسي.
- سام المعلمي.